# Ез
Ез (на френски: Èze; на италиански: Eza, Еца) е град във Франция, департамент Алп Маритим на регион Прованс-Алпи-Лазурен бряг, предградие на град Мантон.

## География
Разположен е на брега на Средиземно море между Монако и град Ница, като от Ница отстои на 12 км на североизток, а от Монако на 6 km на югозапад. От границата с Италия се намира на около 20 km на югозапад. Морски курорт на Френската Ривиера. Има малко пристанище и жп гара по крайбрежната линия на Френската Ривиера. Население 2957 жители от преброяването към 1 януари 2007 г.

## Името
Своето название Ез получава по името на древно-египетската богиня Изида. Древните финикийци, които се разположили по тези места са ѝ посветили храм.

## История
Първите сведения за селище в района датират от 21 век пр.н.е-20 век пр.н.е. По-късно, тази територия принадлежи на римляните и маврите (около 80 години), докато през 973 г. тя е била експулсирана от Уилям I Провански. През 1383 г. Ез попада под владението на Савойската династия, която укрепила града и монтирала фортификациони съоръжения, заради близостта до големия град Ница. Следващите столетия Ез е нееднократно подлаган на удари. Преминавал от френско към турско владение до средата на 16 век. През 1706 г. Луи XIV напълно разрушава крепостните стени, които обграждат града по време на Войната за испанското наследство. През 1860 г. Ез официално става част от Франция с единодушно решение на жителите на града.

## Икономика
Мекият средиземноморски климат и красивият пейзаж е създал известност на Ез като живописен морски курорт. Основен отрасъл в икономиката на града е туризмът. Има Ботаническа градина, която е специализирана в отглеждането на кактуси. Тук свои производствени филиали имат френските парфюмерийни фирми Фрагонар и Галимар.

## Фотогалерия
- Ез през 1890 г.
- Пристанището на Ез
- Църквата в Ез
- Старинна улица в Ез